# Hampshire North and Oxford (circonscription du Parlement européen)
Avant l’adoption uniforme de la représentation proportionnelle en 1999, le Royaume-Uni utilisait le système uninominal à un tour pour les élections européennes en Angleterre, en Écosse et au pays de Galles. Les conscriptions du Parlement européen utilisées dans ce système étaient plus petites que les circonscriptions régionales les plus récentes et ne comptaient chacune qu'un seul membre au Parlement européen.
La circonscription de Hampshire North and Oxford était l'une d'entre elles.

## Membre du Parlement européen
| Élection | Élection | Membre                 | Parti                  |
| -------- | -------- | ---------------------- | ---------------------- |
|          | 1994     | Graham Mather          | Conservateur           |
| 1999     | 1999     | circonscription abolie | circonscription abolie |

## Limites
Il se composait des circonscriptions parlementaires de Aldershot, Basingstoke, Newbury, North West Hampshire, Oxford East, Oxford West and Abingdon, et Wantage.

## Résultats des élections
Les candidats élus sont indiqués en gras.
| Parti         | Parti                                  | Candidat          | Voix    | %    | ± |
| ------------- | -------------------------------------- | ----------------- | ------- | ---- | - |
|               | Conservateur                           | Graham Mather     | 72,209  | 35,8 | ' |
|               | Libéral Démocrate                      | Mrs. J.A. Hawkins | 63,015  | 31,3 |   |
|               | Travailliste                           | J.S. Tanner       | 48,525  | 24,1 |   |
|               | UKIP                                   | D.G.J. Wilkinson  | 8,377   | 4,2  |   |
|               | Green                                  | M.E. Goodin       | 7,310   | 3,6  |   |
|               | Natural Law                            | H.R.A. Godfrey    | 1,027   | 0,5  |   |
|               | Boston Tea Party                       | R. Boston         | 1,018   | 0,5  |   |
| Majorité      | Majorité                               | Majorité          | 9,194   | 4,5  |   |
| Participation | Participation                          | Participation     | 201,481 |      |   |
|               | Conservateur vainqueur (nouveau siège) |                   |         |      |   |